# چین آن مک‌کلین
چین آن مک‌کلین (انگلیسی: China Anne McClain؛ زاده ۲۵ اوت ۱۹۹۸) خواننده، هنرپیشه و ترانه‌سرا اهل ایالات متحده آمریکا است.
او چهار بار نامزد دریافت جایزه ایمیج شده‌است، که یک‌بار و در سال ۲۰۱۴ برای سریال مدرسه نوابغ موفق به دریافت این جایزه شده‌است.

## زندگی‌نامه
چین آن در ۲۵ اوت ۱۹۹۸ در جورجیا متولد و بزرگ شد. پدرش مایکل مک‌کلین، تهیه‌کننده موسیقی و مادرش شونتل، ترانه‌سرا و فیلم‌نامه‌نویس سابق است. او دو خواهر بزرگتر به نام‌های سیرا و لورن و یک برادر کوچکتر به نام گابریل دارد. او و خانواده‌اش مسیحی هستند. چین آن از سال ۲۰۱۱ به لس آنجلس نقل مکان کرد.

## ترانه‌شناسی
چین آن مک‌کلین تا اکنون سه آلبوم، چهار تک‌آهنگ و پنج موزیک ویدئو منتشر کرده‌است. سبک او پاپ و آر اند بی است.

### آلبوم‌ها
- مدرسه نوابغ (۲۰۱۱)
- فرزندان ۲ (۲۰۱۷)
- فرزندان ۳ (۲۰۱۹)

### تک‌آهنگ‌ها
- «دینامیت» (۲۰۱۱)
- «فراخواندن همه هیولاها» (۲۰۱۱)
- «اسم من چیست» (۲۰۱۷ - با همکاری توماس دورتی)
- «قوی‌تر» (۲۰۱۸ - با همکاری داو کامرون)

### تک‌آهنگ تبلیغاتی
- «چیزی واقعی» (۲۰۱۴ - با همکاری کلی برگلند)

### نماهنگ
- «دینامیت» (۲۰۱۱)
- «فراخواندن همه هیولاها» (۲۰۱۱)
- «چیزی واقعی» (۲۰۱۴)
- «اسم من چیست» (۲۰۱۷)
- «قوی‌تر» (۲۰۱۸)

## فیلم‌شناسی

### سینمایی
- انجیل (۲۰۰۵)
- فصل طوفان (۲۰۰۹)
- بزرگ‌شده‌ها (۲۰۱۰)
- بزرگ‌شده‌ها ۲ (۲۰۱۲)
- بلال: نژاد جدید قهرمان (۲۰۱۵)
- هالووین هیوبی (۲۰۲۰)

### تلویزیون
- جیمی کیمل لایو! (۲۰۰۸)
- هانا مونتانا (۲۰۰۹)
- مدرسه نوابغ (۲۰۱۱-۲۰۱۴)
- چگونه یک پسر بهتر بسازیم (۲۰۱۴)
- فرزندان: دنیای شرور (۲۰۱۵-۲۰۱۶)
- شیفت شب (۲۰۱۶)
- فرزندان ۲ (۲۰۱۷)
- فرزندان ۳ (۲۰۱۹)